# サタッぱち 古舘の日本上陸
『サタッぱち 古舘の日本上陸』（サタッぱち ふるたちのにほんじょうりく）は、2001年10月27日から2002年3月16日までテレビ朝日系列局で放送されたテレビ朝日・古舘プロジェクト共同制作の情報バラエティ番組である。放送時間は毎週土曜 20:00 - 20:54。

## 概要
月曜19時台に放送の『そんなに私が悪いのか!?』から引き続き古舘伊知郎が司会を務めた番組で、同じくテレビ朝日と古舘プロジェクトが製作を担当していたが、制作協力はイーストから『クイズ赤恥青恥』のオフィスクレッシェンドに変更された。また、放送枠も土曜20時台に変更された。
番組は毎回、プレゼンターのはしのえみらが世界各国の現地のみで流行しているモノ、人物、テレビ番組、アイデアなどを紹介し、それらの日本上陸ヒットを狙うという主旨で行われていた。司会の古舘とゲストが判定人となり、プレゼンターが紹介したものに対して「買い」「いらない」の2択で判定していた。他にも、ヒロミや雨上がり決死隊のメンバーらがパネラー役で出演していた。彼らの後ろには名前を表示するモニターが置かれていたが、B21スペシャルのリーダーであるヒロミのモニターには週替わりで「B21」「スペシャル」と表示され、雨上がり決死隊も同様に週替わりで「雨」「上がり」「決死隊」と表示されていた。
なお、テレビ誌で最初に発表されたときの仮題は『すごいTV』だった。

## 出演者

### MC
- 古舘伊知郎

### アシスタント
- 石井希和（当時テレビ朝日アナウンサー）

### パネラー
- ヒロミ（B21スペシャル） - レギュラー出演。
- 宮迫博之（当時雨上がり決死隊）
- 蛍原徹（当時雨上がり決死隊）
- 西端さおり

### プレゼンター
- はしのえみ

## スタッフ
- 企画・監修：秋元康
- 構成：冨永一郎、鮫肌文殊ほか
- プロデューサー：蓮実一隆（テレビ朝日）
- 技術協力：池田屋
- 照明・美術協力：アート・フォー
- 制作協力：オフィスクレッシェンド
- 制作：テレビ朝日、古舘プロジェクト

## ネット局
| 放送対象地域  | 放送局           | 系列           | ネット形態 |
| ------------- | ---------------- | -------------- | ---------- |
| 関東広域圏    | テレビ朝日       | テレビ朝日系列 | 制作局     |
| 北海道        | 北海道テレビ     | テレビ朝日系列 | 同時ネット |
| 青森県        | 青森朝日放送     | テレビ朝日系列 | 同時ネット |
| 岩手県        | 岩手朝日テレビ   | テレビ朝日系列 | 同時ネット |
| 宮城県        | 東日本放送       | テレビ朝日系列 | 同時ネット |
| 秋田県        | 秋田朝日放送     | テレビ朝日系列 | 同時ネット |
| 山形県        | 山形テレビ       | テレビ朝日系列 | 同時ネット |
| 福島県        | 福島放送         | テレビ朝日系列 | 同時ネット |
| 新潟県        | 新潟テレビ21     | テレビ朝日系列 | 同時ネット |
| 長野県        | 長野朝日放送     | テレビ朝日系列 | 同時ネット |
| 山梨県        | 山梨放送         | 日本テレビ系列 | 遅れネット |
| 静岡県        | 静岡朝日テレビ   | テレビ朝日系列 | 同時ネット |
| 石川県        | 北陸朝日放送     | テレビ朝日系列 | 同時ネット |
| 中京広域圏    | 名古屋テレビ     | テレビ朝日系列 | 同時ネット |
| 近畿広域圏    | 朝日放送         | テレビ朝日系列 | 同時ネット |
| 広島県        | 広島ホームテレビ | テレビ朝日系列 | 同時ネット |
| 山口県        | 山口朝日放送     | テレビ朝日系列 | 同時ネット |
| 香川県 岡山県 | 瀬戸内海放送     | テレビ朝日系列 | 同時ネット |
| 愛媛県        | 愛媛朝日テレビ   | テレビ朝日系列 | 同時ネット |
| 福岡県        | 九州朝日放送     | テレビ朝日系列 | 同時ネット |
| 長崎県        | 長崎文化放送     | テレビ朝日系列 | 同時ネット |
| 熊本県        | 熊本朝日放送     | テレビ朝日系列 | 同時ネット |
| 大分県        | 大分朝日放送     | テレビ朝日系列 | 同時ネット |
| 鹿児島県      | 鹿児島放送       | テレビ朝日系列 | 同時ネット |
| 沖縄県        | 琉球朝日放送     | テレビ朝日系列 | 同時ネット |

## エンディングテーマ
- ベイサイドベイビー（Hysteric Blue）